# Neuer Prosapreis Venlo
Der Neue Prosapreis Venlo (niederländisch Nieuw Proza Prijs Venlo) ist ein niederländischer Literaturpreis, der jährlich an Nachwuchsautoren verliehen wird. Der Preis wird für eine Kurzgeschichte oder Erzählung verliehen, die im vergangenen Jahr in einer niederländischen oder flämischen Literaturzeitschrift erschienen ist. Der Schriftsteller muss noch am Anfang seiner Laufbahn stehen und darf bisher noch keinen Roman veröffentlicht haben. 
Der Neue Prosapreis wurde 1989 erstmals verliehen und hieß zuvor (bis 2002) Rabobank Frühjahrspreis für Literatur (Rabobank Lenteprijs voor Literatuur). Das Preisgeld beträgt 1250 Euro und wird durch den Literair Productiefonds der Stadt Venlo gesponsert. Der dreiköpfige Kulturrat Tegelen (Cultuele Raad Tegelen) bildet die Jury. 
Der Neue Prosapreis ist für mehrere Schriftsteller ein Sprungbrett für ihre weitere literarische Karriere gewesen. So haben heute namhafte Autoren wie Arnon Grunberg, Erwin Mortier, Anton Valens und Karel Glastra van Loon zuvor den Preis gewonnen.

## Preisträger

### Preisträger Neuer Prosapreis Venlo
- 2016: Gerda Blees für Zomerkroos[2]
- 2015: San Bos für Klein Naturalis
- 2014: Annette van 't Hull für Beste reiziger
- 2013: Mirjam Bonting für Volgens de regels[3]
- 2010: Lodewijk van Oord für Thesmophoria[4]
- 2009: Maartje Wortel für Kranten
- 2008: Gamal Eldin Fouad für Het achterland
- 2007: Elke Geurts für De nomadensnaar

### Preisträger Neuer Prosapreis
- 2005: Anton Valens für De generaal
- 2004: Bianca Boer für Object 658

### Preisträger Rabobank Frühjahrspreis für Literatur
- 2002: W. de Gelder für Wander
- 2001: Jan Van Loy für De hel van Jan Foster
- 2000: Erwin Mortier für Groeten uit Nieuwvliet
- 1999: Michael Frijda für Tekening
- 1998: Karel Glastra van Loon für De liefde komt altijd te laat
- 1997: Jos de Wit für Turkse koffie
- 1996: Manon Uphoff für Begeerte
- 1995: Jacques Hendrikx für Oceaan van kou
- 1994: Arnon Grunberg für Tina
- 1993: Ingrid Baal für Er is geen gebiedende wijs in een groen veld
- 1993: Floor Peters für In je hok
- 1992: Frank Adam für De knikker van de pelikaan
- 1991: Wim Neetens für Aan de taalgrens
- 1990: Mirjam Boelsums für Au pair
- 1989: Rita Demeester für In het spoor van Jim Morrison